# 北九州市立槻田小学校
北九州市立槻田小学校（きたきゅうしゅうしりつ つきだしょうがっこう）は、福岡県北九州市八幡東区松尾町にある公立小学校。

## 歴史
- 1907年（明治40年） - 「福岡県企救郡板櫃第二小学校」として開校する。
- 1908年（明治41年） - 「槻田尋常小学校」と改称する。
- 1935年（昭和10年） - 校舎を現在地に移転する。
- 1941年（昭和16年） - 「槻田国民学校」と改称する。
- 1947年（昭和22年） - 「八幡市立槻田小学校」と改称する。
- 1957年（昭和32年） - 創立50周年を迎える。
- 1963年（昭和38年） - 「北九州市立槻田小学校」と改称する。
- 1993年（平成5年） - 校舎改築工事に伴い、運動場の遺跡発掘調査を行う。
- 1996年（平成8年） - 新校舎が落成する。
- 2007年（平成19年） - 創立100周年を迎える。

## 交通
- 西鉄バス北九州

　行先番号「43番」「槻田校前」が最寄。
- JR九州

スペースワールド駅が最寄。

## 年間行事
- 4月 入学式
- 5月 遠足、運動会
- 6月 観劇会、修学旅行（6年生）
- 9月 槻田川清掃、自然教室（5年生）
- 10月 学習発表会、音楽鑑賞教室（4年生）
- 11月 連合音楽会（2年生）
- 12月 球技大会（5年生）
- 3月 卒業式

## 周辺施設
- 福岡県道51号曽根鞘ヶ谷線
- 北九州都市高速道路山路出入口
- 福岡県立八幡高校
- 日本郵政竹下町郵便局
- 慈光寺